# Power of the Paradise
「Power of the Paradise」是嵐的第50張單曲。於2016年9月14日發行。唱片公司為J Storm。

## 概要
此單曲和前作「I seek/Daylight」發行約相隔4個月，為2016年的第3張單曲。本作發行了初回限定盤和通常盤2種盤面，初回限定盤裡附有收錄了「Power of the Paradise」的MV和幕後花絮的DVD，通常盤裡收錄了CW曲「花」。另外，初回限定盤和通常盤的CD封面有所不同。

## 排行榜成績
本作在2016年9月13日的Oricon公信榜裡，賣出了22.5萬張，獲得當日日榜第1名。
而同年9月26日的Oricon公信榜週榜裡，首週賣出了42.2萬張，剛發行即獲得第1名。為連續39張，累計46張單曲獲得第一，「獲得第一的作品數」及「連續第一的作品數」皆為繼B'z（連續、累積皆為48作）之後的歷代第2名。

## 收錄內容
- 曲名及時間皆參考公式網站上所寫的。

### 初回限定盤

#### CD
1. Power of the Paradise
（作詞:paddy / 作曲:nobby / 編曲:ha-j）
日本電視台『2016年里約奧運』的主題曲。
同局的主播(奧運特報員)由櫻井翔擔任。至今以來嵐所演唱過的日本電視台奧運轉播的主題曲有：2004年雅典奧運「Hero」、2008年北京奧運「風の向こうへ」、2010年溫哥華奧運「揺らせ、今を」、2012年倫敦奧運「証」及2014年索契奧運「Road to Glory」，冬夏合計共5次大會，本作則為第六度演唱。而至今為止的奧運主題曲有過雙A面單曲、專輯收錄曲、CW曲等形式，但單獨A面單曲成為奧運主題曲還是第一次。
另外，樂曲為帶有現代化都會感的樂曲集，以及節奏分明豪爽而壯闊的音聲所構成。

#### DVD
1. 「Power of the Paradise」短片+幕後花絮影像

### 通常盤
1. Power of the Paradise
2. 花
（作詞:小川貴史 / 作曲:Justin Reinstein・wonder note / 編曲:佐々木博史）
3. Power of the Paradise (Instrumental)
4. 花 (Instrumental)
曲終後為極密談話環節。

## 腳注
1. ↑  Power of the Paradise (初回限定盤 CD＋DVD) 楽天ブックス 2016年9月13日閲覧
2. ↑  Power of the Paradise (通常盤) 楽天ブックス 2016年9月13日閲覧
3. ↑  Power of the Paradise(初回限定盤) オリコン 2016年9月25日閲覧
4. ↑  2016年9月度月間ランキング1位〜10位 オリコン 2016年10月24日閲覧
5. ↑  【2016年 年間音楽＆映像ランキング】嵐が前人未到の記録達成！AKB48がシングル年間V7!! 2ページ オリコン 2016年12月24日閲覧
6. ↑  嵐「Power of the Paradise」がダブルプラチナ認定、ボイメンが最新曲で初プラチナ music.jp 2016年10月8日閲覧